# Dia de la Independència d'Estònia
El Dia de la Independència (estonià: Eesti iseseisvuspäev), formalment l'Aniversari de la República d'Estònia (estonià: Eesti Vabariigi aastapäev), és una festa nacional que commemora la Declaració de la Independència d'Estònia que es va publicar a la capital Tallinn (Reval) el 24 de febrer de 1918, establint la República d'Estònia. Des de llavors, és el dia nacional d'Estònia.

## Antecedents
La Declaració de la Independència d'Estònia, també coneguda com el Manifest al poble d'Estònia, va ser redactada a Tallinn pel Comitè de Salvació, que havia estat escollit pels membres del Consell Provincial d'Estònia. Inicialment, es pretenia proclamar-la el 21 de febrer de 1918, però la proclamació es va ajornar fins al vespre del 23 de febrer, quan el manifest va ser imprès i anunciat públicament durant una manifestació política a la ciutat de Pärnu. L'endemà, 24 de febrer de 1918, el manifest va ser imprès i distribuït a la capital, Tallinn.
En aquell moment, durant la Primera Guerra Mundial, la declaració d'independència es va produir enmig de la retirada de les tropes bolxevics russes i l'avanç de l'exèrcit alemany. Això va fer que Tallinn romangués lliure de presència militar estrangera només durant un sol dia: el 24 de febrer de 1918. L'endemà, les forces de l'Imperi Alemany van ocupar Estònia, i no van reconèixer la recentment proclamada República d'Estònia. No obstant això, després de la derrota de les Potències Centrals a la guerra, Alemanya va retirar les seves tropes d'Estònia i va transferir oficialment el poder al Govern provisional de la República d'Estònia al novembre de 1918.
El govern provisional estonià va decidir, ja el 12 de febrer de 1919, commemorar el 24 de febrer com la data de l'aniversari de la declaració d'independència. Durant la dècada de 1930, es va debatre la possibilitat de traslladar la festa nacional a una altra data amb millor climatologia, com ara el 15 de juny, per commemorar l’adopció de la Constitució d'Estònia per part de l’Assemblea Constituent d’Estònia l’any 1920. Tot i això, la data mai no es va canviar.
El 28 de novembre, el Consell Provincial d'Estònia es va reunir al castell de Toompea i es va proclamar com "l’únic dipositari del poder suprem a Estònia". La decisió de no utilitzar el mot "estat" va ser aprovada per 48 membres del consell, amb 9 abstencions (principalment revolucionaris socialistes i alguns menxevics). El consell també va fer una crida perquè els soldats estonians tornessin ràpidament al país. Alguns historiadors han assenyalat aquesta data com "el veritable Dia de la Independència d'Estònia".

### 23 de juny de 1919
El 23 de juny de 1919, durant la Guerra de la Independència d'Estònia, les tropes estonianes van derrotar una divisió alemanya a la Batalla de Võnnu (actual Cēsis, a Letònia). Aquest esdeveniment es commemora a Estònia com el Dia de la Victòria.

### 2 de febrer de 1920
El 2 de febrer de 1920, Estònia i la Rússia soviètica van signar el Tractat de pau de Tartu, pel qual Estònia va ser reconeguda com un estat independent de jure.

### 16 de novembre de 1988
El 16 de novembre de 1988, el Soviet Suprem de la RSS d'Estònia va aprovar la Declaració de sobirania d'Estònia, que afirmava la sobirania del país i establia la supremacia de les lleis estonianes per damunt de les de la Unió Soviètica.

### 30 de març de 1990
El 30 de març de 1990, el Soviet Suprem de la RSS d'Estònia va aprovar la resolució «Sobre l’estatus estatal d’Estònia», en la qual declarava que el règim soviètic a l’Estònia ocupada havia estat il·legal des del principi i proclamava un període de transició per a la restauració de la República d'Estònia.

### 8 de maig de 1990
El 8 de maig de 1990, en l'últim dia de funcionament de la RSS d’Estònia, el Soviet Suprem va declarar invàlida la República Socialista Soviètica d'Estònia i va restaurar oficialment la República d’Estònia. El govern va aprovar una llei sobre la «símbolistica d’Estònia» segons la qual els colors nacionals són el blau, el negre i el blanc. Diversos paràgrafs de la Constitució d'Estònia afirmaven que «Estònia és un estat separat i independent, el poder del qual resideix en el seu poble». Les propostes de Moscou per conservar la Unió Soviètica sota una estructura confederal van ser rebutjades per les autoritats estonianes.

### 20 d’agost de 1991
El 20 d’agost de 1991, durant l’intent de cop d’estat comunista a Moscou, la 76a Divisió Aerotransportada de la Guàrdia Soviètica va arribar a Tallinn. Voluntaris van organitzar la defensa de Toompea i de la Torre de televisió de Tallinn. El Front Popular d'Estònia va convocar una concentració a la Plaça de la Llibertat per reclamar la independència. Aquella mateixa nit, a les 23:02, el Consell Suprem d’Estònia, juntament amb el lideratge del Comitè Estonià, va aprovar la resolució sobre «la independència de l’Estat estonià i la formació de l’Assemblea Constitucional», proclamant així la restauració de la independència d’Estònia.

## Celebracions
El dia comença amb la cerimònia d’alçament de la bandera nacional a la torre Pikk Hermann de bon matí. El/la President/a d’Estònia organitza una recepció festiva pel Dia de la Independència, durant la qual s’atorguen condecoracions estatals als guardonats, els noms dels quals es publiquen amb antelació. Des de la restauració de la independència d’Estònia el 1991, s’ha establert una nova tradició de desfilades de les Forces de Defensa d’Estònia, amb la primera desfilada celebrada a Tallinn el 1993, commemorant el 75è aniversari dels esdeveniments de 1918. Tant la desfilada com la recepció tenen lloc, segons l’any, en diferents ciutats; el 2014 es van celebrar a Pärnu, i el 2015 a Narva, any en què la desfilada va incloure unitats de països membres de l’OTAN. La desfilada militar, la recepció i un concert previ són transmesos en directe per televisió. Aquesta cobertura inclou un discurs del/de la President/a. Com que la recepció presidencial sempre té lloc el 24 de febrer, les recepcions organitzades pels governs locals sovint se celebren el dia anterior, el 23 de febrer. Les escoles i altres institucions poden celebrar actes commemoratius del Dia de la Independència fins i tot abans.

### Desfilada militar del Dia de la Independència
Celebrada anualment entre 1919 i 1940, i novament des de 1993, la desfilada militar de les forces armades estonianes té lloc a la Plaça de la Llibertat de Tallinn. En els darrers anys, habitualment al matí de la festivitat, hi participen columnes terrestres formades per unitats d’infanteria i formacions blindades de les Forces Terrestres, la Marina, la Força Aèria i la Lliga de Defensa. També hi prenen part la policia i altres organitzacions juvenils paramilitars o de cadets.
Les organitzacions que hi participen habitualment són:
- Acadèmia Militar d’Estònia (KVÜÕA)
- Col·legi de Defensa Bàltic
- Batalló de Guàrdia
- Batalló de Suport i Comunicacions de l’Unitat Cibernètica de la Lliga de Defensa d’Estònia
- 1a Brigada d’Infanteria
- 2a Brigada d’Infanteria
- Comandament de Suport
- Forces d’Operacions Especials d’Estònia
- Districte de Voluntaris de Tallinn de la Lliga de Defensa
- Naiskodukaitse (Defensa Nacional Femenina)
- Guàrdies d’honor de països de l’OTAN i de la Unió Europea

La desfilada s’emet sovint per les principals cadenes de televisió pública. Tradicionalment, la desfilada és encapçalada pel Comandant de les Forces de Defensa d’Estònia, que informa al President/a sobre l’estat de la formació a la seva arribada al migdia i pronuncia el discurs principal després de la inspecció. També hi assisteixen el/la Ministre de Defensa, el/la Primer Ministre d'Estònia i membres del Riigikogu (parlament).

## Galeria
- Desfilada militar del Dia de la Independència a Tartu (1919)
- El president Konstantin Päts pronunciant un discurs en el 20è aniversari de la República d’Estònia a la Plaça de la Llibertat de Tallinn (1938).
- Per primera vegada després de la invasió soviètica d’Estònia el 1944, la bandera nacional blau-negre-blanca va ser hissada de nou al cim de la Pikk Hermann el 24 de febrer de 1989.
- Organitzacions d’estudiants universitaris col·locant banderes per celebrar el Dia de la Independència a Tartu (2013)
- Multitud observant la desfilada militar a Tallinn (24 de febrer de 2011)
- Manifestació política a Tallinn el 24 de febrer de 2018. L’esdeveniment anual ha estat organitzat per EKRE i el moviment Despertar Blau per commemorar el Dia de la Independència.
- Soldats del Batalló de Guàrdia de l’Exèrcit Estonià durant la desfilada (24 de febrer de 2018)